# Чарторийка
Чарторийка — зникле село в Україні, що знаходилося на території сучасної Меджибізької селищної територіальної громади Хмельницького району Хмельницької області. В часи існування село відносилося до Летичівського повіту Подільської губернії.

## Історія заснування
Історія вже неіснуючого села Чарторийка пов'язана з іменем власників– князів роду Чарторийських. В 1730 р. єдина спадкоємиця Меджибізького ключа Марія-Софія Сенявська вдруге вийшла заміж за князя Августа-Олександра Чарторийського, воєводу російського. В 1734 р. Меджибіж був взятий російськими солдатами. Саме містечко і навколишні села під час перебування загарбників були розграбовані та спустошені. Вже в кінці XVIII ст. у власності Чарторийських налічувалося 65 сіл та 4 містечка. Тривалий час власники займалися відновленням поселень і привели їх в належний стан.
За 6-7 км на південний схід від Меджибожа було розташоване село Чарторийка. Відомості про існування села та церкви у ньому надають «Клірові відомості церкви Летичівського повіту» за 1804 р. Це була дерев'яна церква Косьми і Даміана була побудована 1734 р. Датування побудови церкви і назва села дають змогу припустити, що село засноване саме з ініціативи Адам Чарторийський на початку 30-х рр. XVII ст. Хоч Адам був сином Августа-Олександра Чарторийський, але був прихильником польської влади.

## Період існування
Священиком сільської церкви був Семен Левицький. Прочанами були мешканці не лише Чарторийки, а також з Лисогірки, Голоскова, Головчинець, Шрубкова. Священик записував у метричну книгу церковні обряди У записі про хрещення вказував чи дитина народилася в законно вінчаному шлюбі, хто батьки, з якого вони села. Дівчаткам давали іменна Анна, Катерина, Марія, Параска, Анастасія, Стефанина, а хлопчикам — Павло, Стефаній, Григорій, Захарій, Олександр, Василь, Марк та інші.
Населення займалося землеробством та садівництвом. На 1804 р. в селі нараховувались 37 дворів, в них душ чоловічої статі — 151.

## Знищення
За участь у польському повстанні проти Росії згідно Указу 21 грудня 1830 р. та указу Подільської Губернії Управління 9 січня 1831 р. село конфіскували у Адама Чарторийського. На цей час в Чарторийці проживало 103 особи чоловічої і 100 осіб жіночої статі. Селу належало 1756 десятин орної землі та сіножатей,1256 десятин лісу, була одна корчма, річний прибуток від села становив 339 срібних рублів 68 копійок.
Маєтності Чарторийських після конфіскації були передані військовому відомству Росії під опіку Подільського Губернського Управління, але Чарторийка знаходилася у цей час в орендній власності поміщиків Посвятовських. Оренду на 12 років Юзеф Посвятовський отримав в князів Чарторийських у 1825 р. за довгу і зразкову службу. За умовою контракту Посвятовський перші три роки взагалі не сплачував орендної плати, а за кожні три наступні відповідно мав віддавати 1500, 2000, 3000 золотих.
1836 р. у Чарторийці налічувалось 126 осіб чоловічої ф 140 жіночої статі, що проживало у 31 дворі. Після закінчення строку оренди доля села була вирішена по-особливому: щоб назва бунтівників Чарторийських якнайшвидше забулась, село було розформовано з виселенням людей у хутір Лисогірку, який знаходився на відстані 3 км від нього. Переселення відбулося в 1837—1838 рр. Людям, які чинили опір переселенню, влада валила хати, перевозячи насильно будівельний матеріал до Лисогірки. Із церкви знищеного села перенесено багато ікон. Серед цих ікон була ікона Богоматері «Чарторийська», яка була визнана чудотворною.
У 1837 р. з ініціативи Подільського Цивільного губернатора порушувалося питання про закриття поштової станції у Меджибожі. Він написав лист до Подільського губернського землеміра. В якому пояснював непотребу в м. Меджибожі поштової станції саме через те, що направлення між м. Проскуровим і м. Летичевом від станції Маліївці на Меджибіж у відстані від Маліївців до Летичева виходить 36 верств і тракт цей проходить через пагорб. Направлення на с. Чарторийку вийде 25 верств і без жодного пагорба. Це на 3000 рублів менш затратніше, ніж на утримування Меджибізької станції.
У відповідь Губернський землемір дав завдання Летичівському повітовому землеміру скласти план такого поштового шляху, який би проходив з Малієвець до Летичева через с. Чарторийка. Вивчавши це питання, Летичівський землемір написав у відповідь рапорт. В якому було докладено про поштову дорогу з одною через с. Чарторийку і між тими пунктами Плоскирів виявилося 3,5 верств різниці.
Внаслідок цього поштову станцію у Меджибожі не закрили, так як економія  від закриття її та відкриття поштового тракту через с. Чарторийка була мізерною.

## Часи після знищення
На конфіскованих у 1837—1838 рр. землях Чарторийки були створені полігони, де в літній період проводилися військові навчання. На карті Волинської і Подільської губерній 1868 р. Чарторийка вказується як хутір, але без селянських дворів.
У 20-х рр. XX ст. чарторийські садки та землі були розділені між селянами-одноосібниками, які завдяки важкій праці отримували прибутки. А з 30-х рр. — перейшли в колгоспну власність.
В роки Другої світової війни біля колишнього села точилися жорстокі бої військових частин Радянської армії з відступними фашистами. Воїни, що полягли на полі бою, були поховані на цвинтарі колишнього села. З часом після війни останки загиблих були перепоховані в братських могилах сіл Лисогірки та Головчинець.

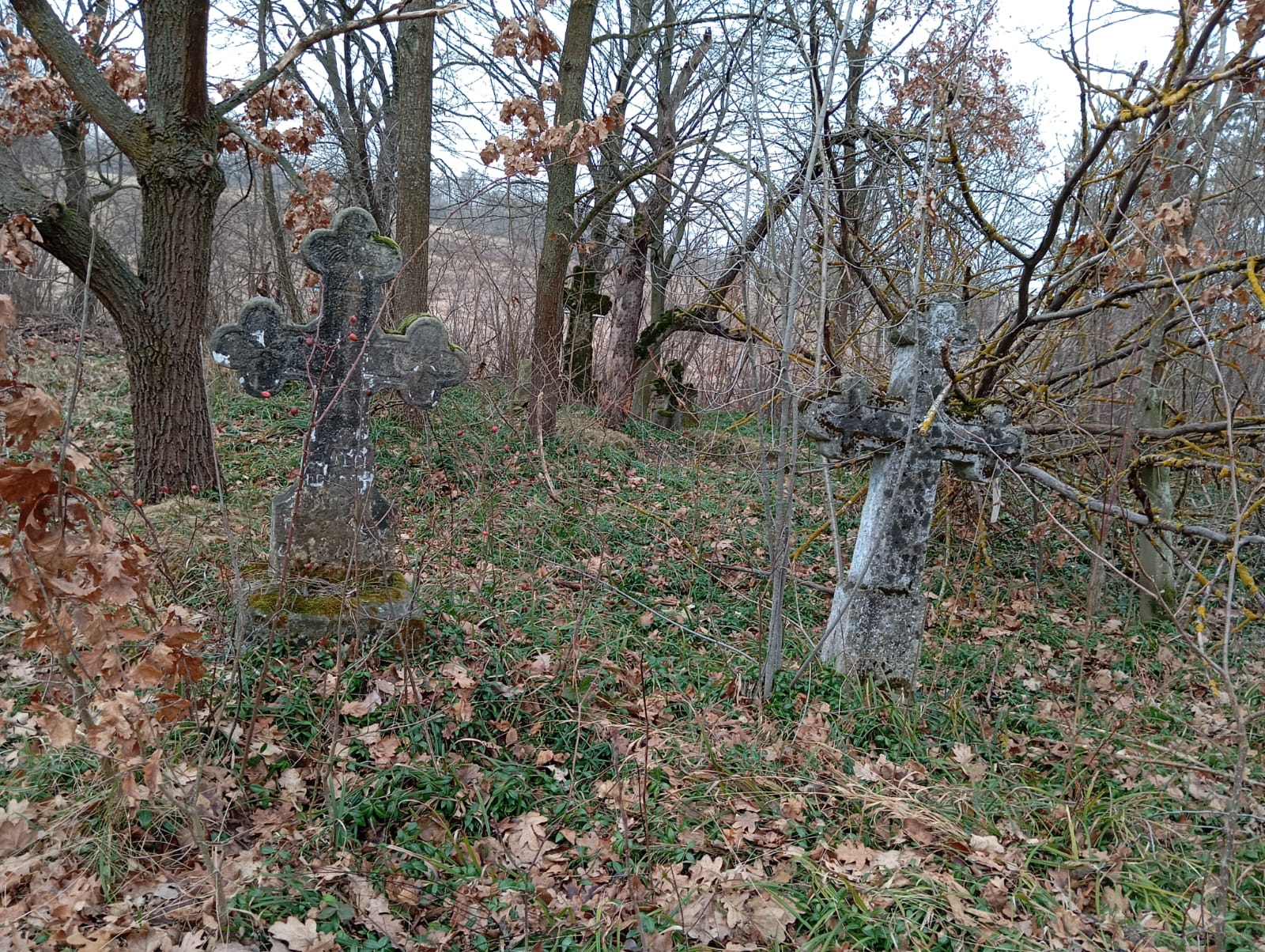
Хрести з с. Чарторийка, перенесені у с. Лисогірка

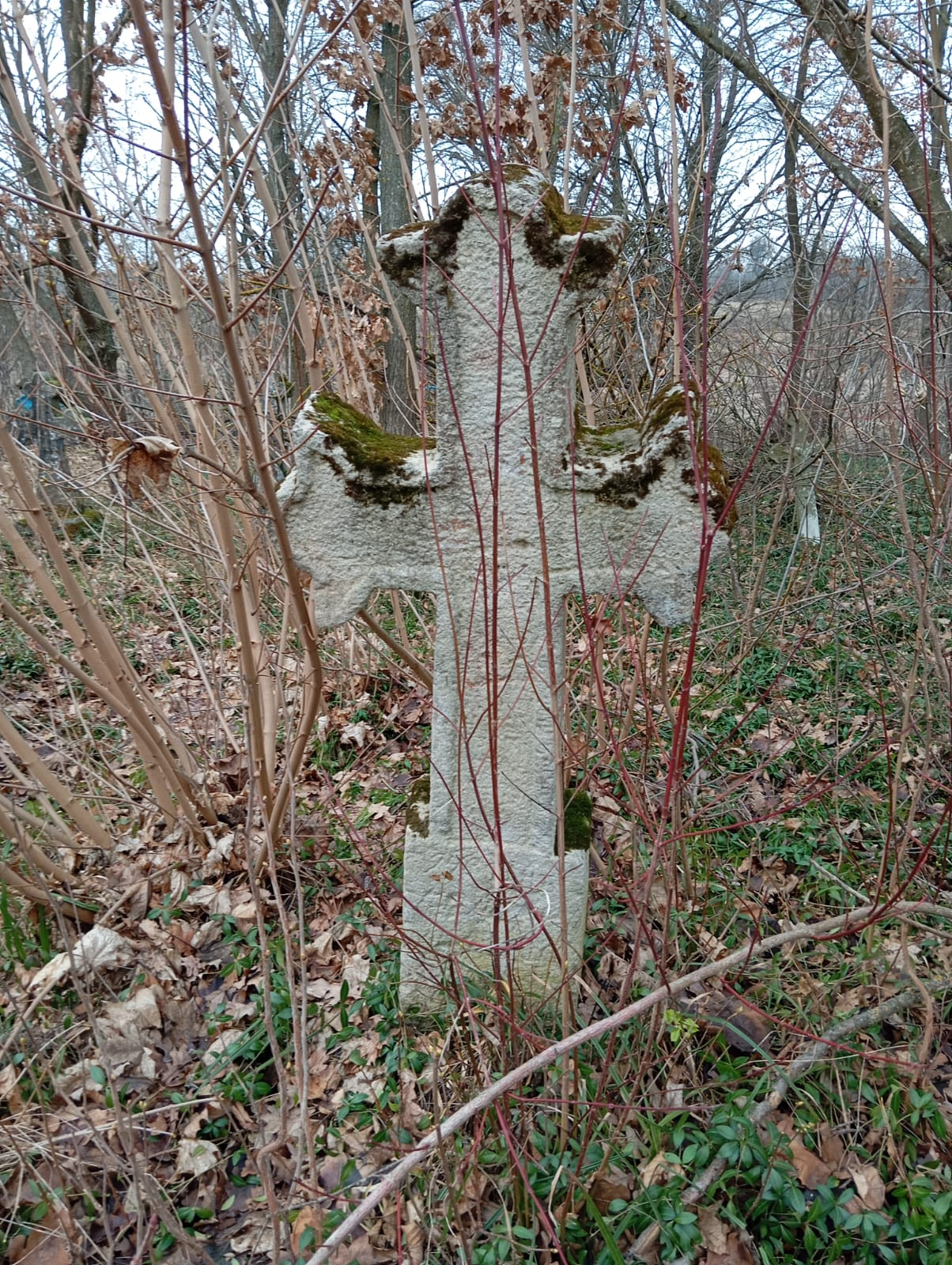
Хрест з с. Чарторийка, перенесений у с. Лисогірка

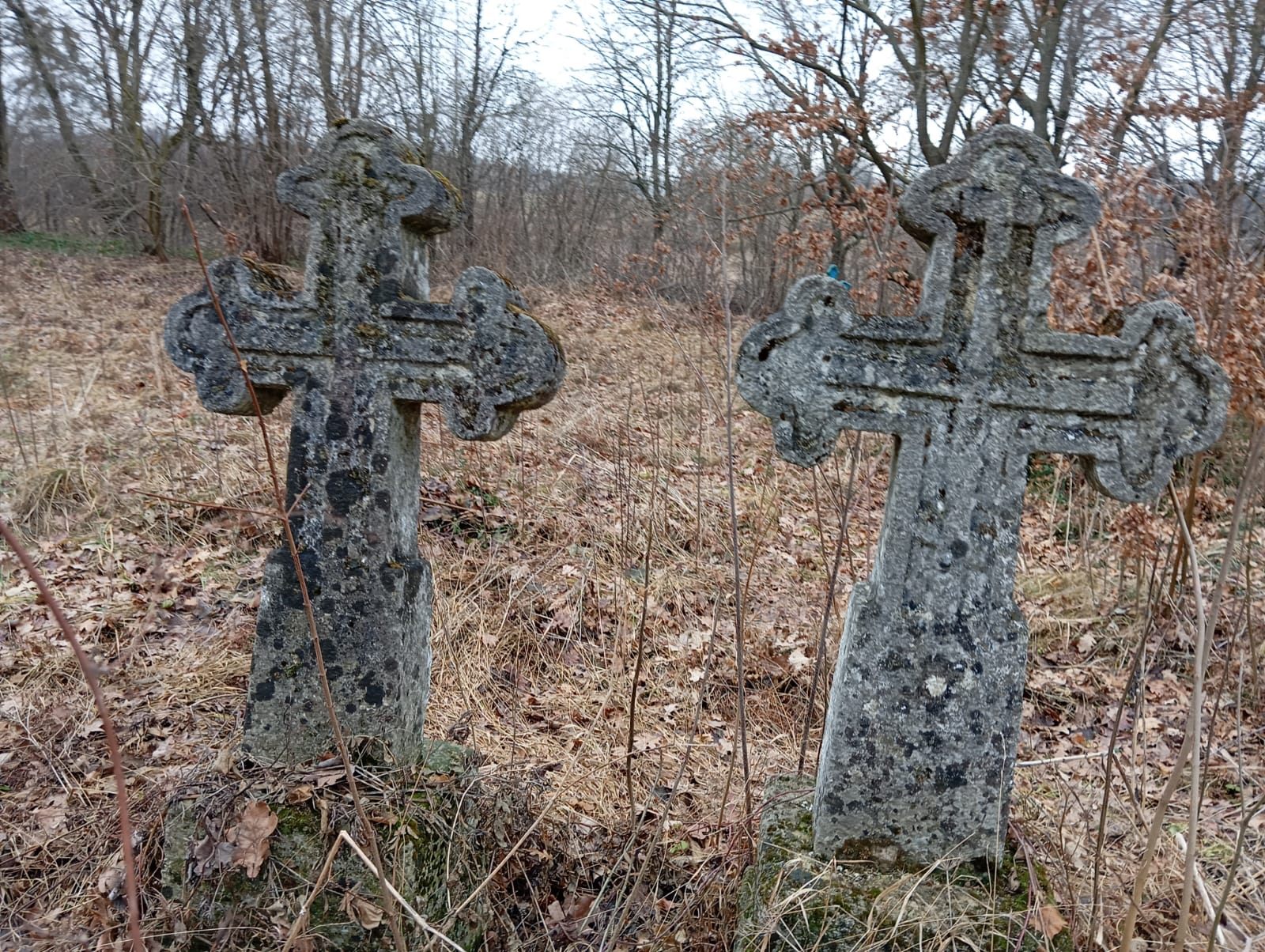
Хрести з с. Чарторийка, перенесені у с. Лисогірка

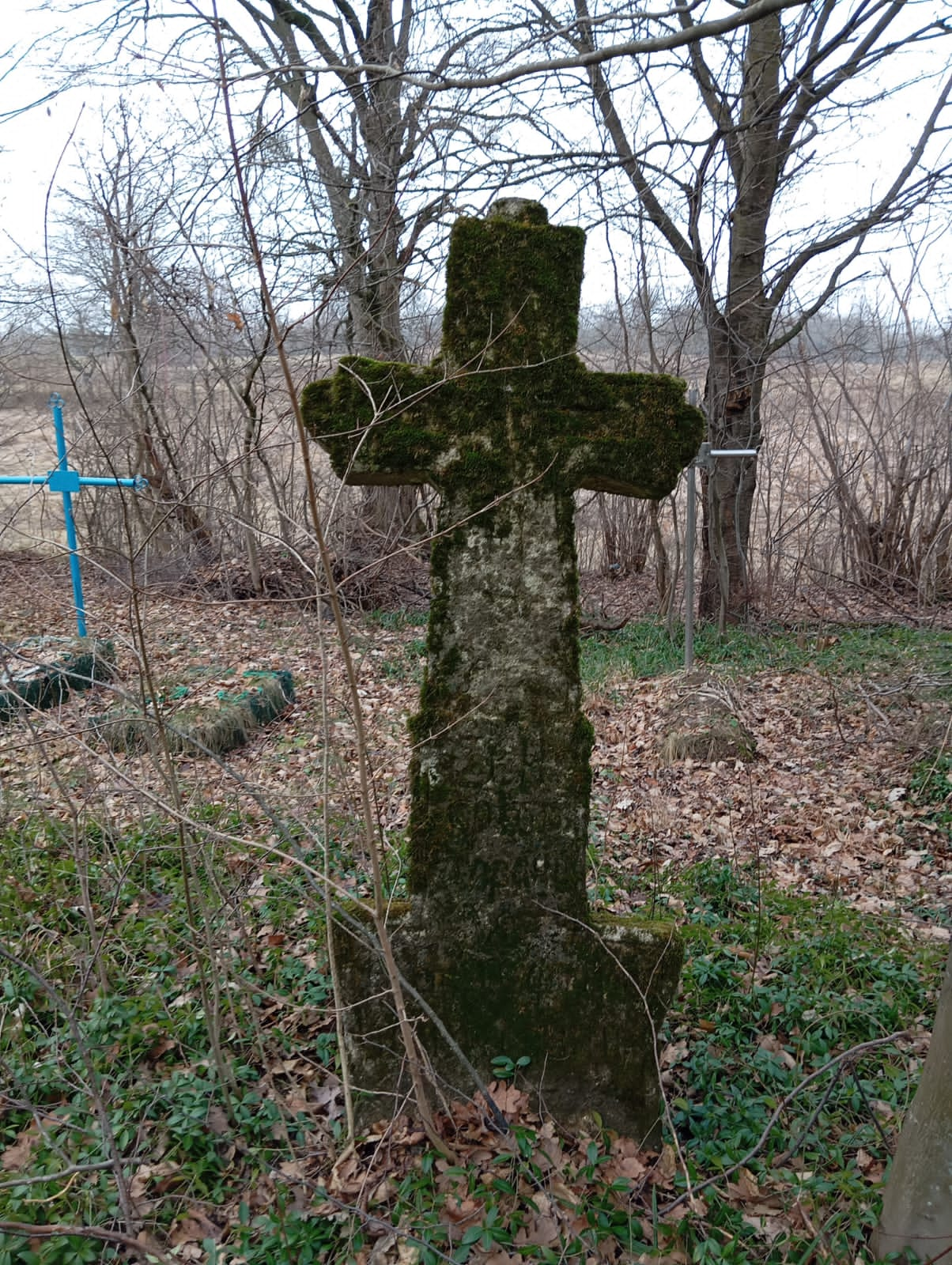
Хрест з с. Чарторийка, перенесений у с. Лисогірка

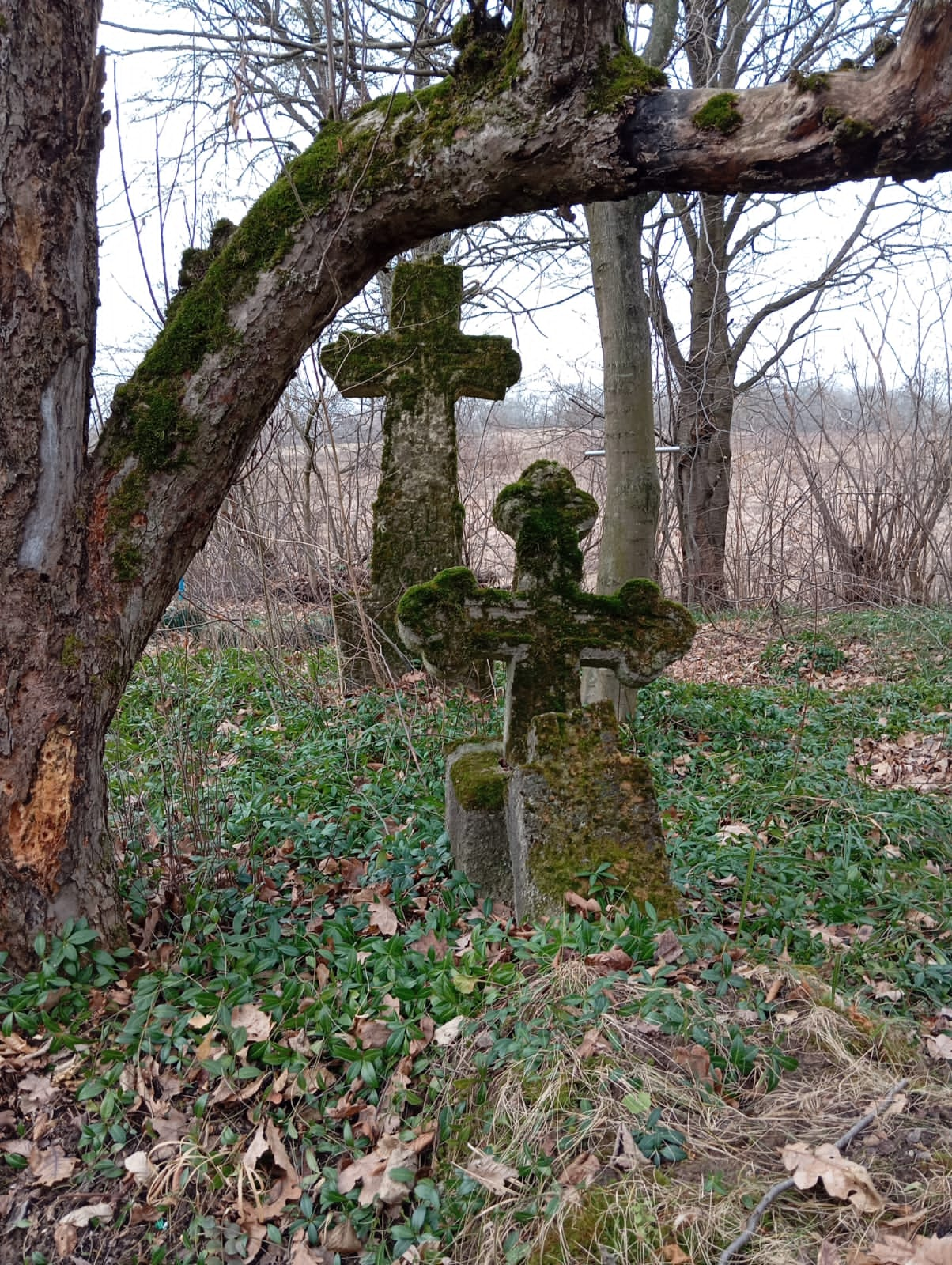
Хрести с. Чарторийка, перенесені у с. Лисогірка

Післявоєнні роки на території колишнього села колгосп с. Лисогірки утримував пасіку, літник для телят, сад. Надмогильні хрести, що залишилися на місцевому цвинтарі, були вирвані та використані у будівництві будинків с. Лисогірки. Частина хрестів була перенесена на лисогірський цвинтар, де стоять і нині.
Зараз місце розташування зниклого села помітне серед поля. Мешканці сусідніх сіл називають цю місцевість Чарторийкою. Ще можна роздивитися де були вулиці, сади, ставок, цвинтар. На місці церкви залишився великий камінь від фундаменту. Досі квітнуть яблуні, сливи, черешні.
Ще проглядається крайня вулиця села. На поляні лежить камінь — залишок фундаменту колишньої церкви, є ставок, а також відомі місця цвинтаря та корчми. Досі квітнуть яблуні, сливи, черешні.